# Karabicha
Karabicha (russisch Кара́биха) ist ein Dorf in der russischen Oblast Jaroslawl. Es liegt 15 Kilometer südlich von Jaroslawl, gehört zum Jaroslawski rajon und ist Sitz der Landgemeinde Karabichskoje selskoje posselenije.

## Geschichte

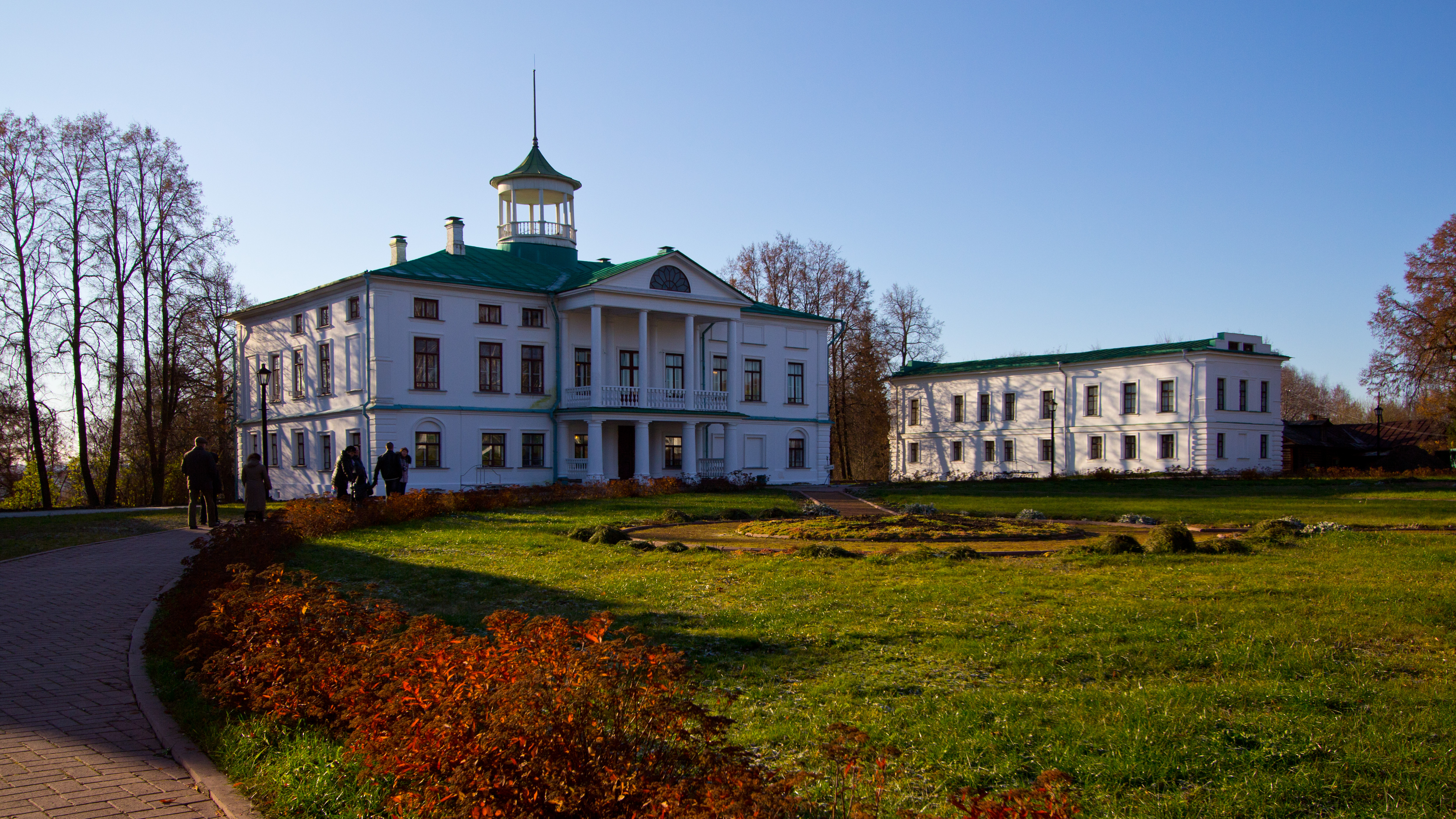
Nekrassow-Museum in Karabicha

Der russische Dichter des 19. Jahrhunderts Nikolai Nekrassow lebte und arbeitete für einige Zeit in Karabicha. Im Zweiten Weltkrieg diente das Dorf als Rückzugsgebiet für Intellektuelle und Künstler aus Leningrad. Heute befindet sich das Nekrassow-Museum in dem Dorf.

## Geografie
Karabikha liegt im südlichen Teil der Region Jaroslawl in einem hügeligen, dicht besiedelten Gebiet, 15 Kilometer südwestlich von Jaroslawl auf beiden Seiten der Autobahn Jaroslawl – Rostow  – Pereslawl – Zalesski. Mit Ausnahme des Ostens ist das Dorf auf allen Seiten von anderen Siedlungen der Region umgeben: im Nordosten von Spitsino, Petrovskoe; im Süden von Red Weavers; im Südwesten und Westen von Rechnoy, Burlaki, Cherelisino, Dubki, Goncharovo und Bolshoye Timerovo.
Etwas mehr als einen Kilometer westlich des Dorfes fließt der Fluss Kotorosl, der rechte Nebenfluss der Wolga, etwas weiter östlich entspringen die Quellen eines weiteren Nebenflusses der Wolga, des Flusses Velikaya. Im Norden und Osten, an der Mündung des Velikaya, gibt es kleine Sümpfe. Ein Kilometer östlich und südöstlich liegt ein Erlenwald mit bis zu 13 Meter hohen Bäumen. Das Gelände im Norden, Nordwesten und Nordosten ist hügelig, die Höhe der Hügel erreicht 110–175 Meter. Im Nordwesten und Südosten liegen Obstgärten und landwirtschaftliche Felder.